# Jean Michel Gandoger
Mossèn Jean Michel Gandoger (10 de maig de 1850 - 4 d'octubre de 1926), va ser un botànic i micòleg francés. Va néixer a Arnas, fill d’un ric propietari de vinya a la regió del Beaujolais. Tot i que va prendre ordes sagrades als 26 anys, va dedicar la seua vida a l'estudi de la botànica, especialitzant-se en el gènere Rosa. Va viatjar per tota la regió mediterrània, sobretot Creta, Espanya, Portugal i Algèria, acumulant un herbari de més de 800.000 exemplars, que ara es conserva al jardí botànic de Lió. Tot i això, és famós per haver publicat milers d'espècies vegetals que ja no són acceptades. Gandoger va morir a Arnas el 1926.
El pare J. B. Charbonnel va publicar un obituari al Butlletí de la Societat Botànica de Frància (1927, vol. 74, 3-11), que recull les nombroses publicacions de Gandoger. Les plantes amb l'epítet específic de gandogeri porten el seu nom, un exemple és Carex gandogeri.

## Publicacions
- Flore lyonnaise et des départements du sud-est, comprenant l'analyse des plantes spontanées et des plantes cultivées comme industrielles ou ornementales (1875)
- Revue du genre Polygonum (1882)
- Flora europaea (1883-1891, 27 volums)
- Herborisations dans les Pyrénées (1884)
- Monographie mondiale des Crucifères (3 volums)